# 特殊能力アビル
『特殊能力アビル』（とくしゅのうりょくアビル）は、おおひなたごうによる日本のギャグ漫画作品。東京ニュース通信社発行の『テレビブロス』に連載されていたが、雑誌休刊に伴い終了した。

## 内容
毎号1ページだけで展開され、アビル（主人公）とそのまわりの人たちを描いている｡アビルが登場しない回もある。ストーリー、キャラクターデザインを初めとして全般にわたりエスパー魔美の影響を強く受けており、作者も公言している。

## 主な登場人物
名倉アビル
数々の特殊能力をもつこの漫画の主人公｡一応エスパー。髪の毛の一部がカブトムシの角のようになっている。苗字の「名倉」は実家に帰省した際に判明した。能力を発揮するにはメンタルの状態に左右されることが多く、調子のいいときは空中浮遊やテレポーテーションもお手の物だが、落ち込んでいるときには高畑畑のパンツを降ろすことしか出来ない。時折おネエ言葉になる。後述するジャーメスの登場でゲイだったことが判明する。
ポロキュー
8と書かれた水球の帽子をしているアビルの友人。後に「サイレンの音に誰よりも早く気付く」超能力に目覚める。悪魔化したアビルによって時間を戻され存在を抹消されてしまう。正気に戻ったアビルの記憶からも消えているため、復活していない。
ありえねー・どろん
アビルをなにかと利用する｡対決は4回戦まであったがその後まったく登場しない。
師匠
名前不明。アビル以前の連載にも数多く登場している。
女子高生2人組
名前はみゆきと夏美。みゆきはアビルの彼女だったがいつの間にか破局し、星クロスと結婚する。夏美はかつてみゆきとアビルの彼女の座を争った｡
冬野村
雪男。申年で2005年は年男（24歳）だった｡凍る息を吐き、指からビームを撃つ｡1日1回願い叶えられる能力を持つが、願いを叶える神様がいい加減なため、丁寧に具体的に願い事を言う必要がある。その代わり効果は絶大で、死んだ上に火葬されてしまったアビルを生き返らせたこともある。
冬次郎
冬野村の弟。「スプラッタ」としか話せず、冬野村しか理解できない。
ジャギー
解像度が低い｡が、悩みは重く性格が細かい。モザイク人間のためモザイクが普通に見える｡触ったものの解像度を下げることができる。
プチアビル
アビルの弟。能力はアビルの半分しかなく、半分のものを好む｡アビルが実家に帰省した際にようやく競演を果たす｡
星クロス
額に十字傷があるアビルのライバルで悪のエスパー。アビルに勝つためには手段を選ばない（後述のジャーメスを陵辱？するなど）性格だったが、みゆきと結婚して悪を引退したことで人柄が良くなる。
エンジェル
アビルがピンチになるとやってくる天使。だが全く役に立たない上に常に光っているため夜中に来られると迷惑。アビルが死んでから姿を消す。
ジャーメス･ダンディ
白い髭に小太りの元マジシャンの超能力バスター。ゲイ。アビルの超能力の嘘を暴くために検証を行っていたが、検証を重ねるうちにアビルに思いを寄せるようになる。
後にその仲を割くために星クロスに陵辱？される。
名倉一朗
アビルの父。職業は画家でヌードのアビルをモデルにする事もあるが、何故か完成すると書になっている。
高畑畑
アビルの実家の近所に住む友人。ゲイの疑惑がある。武器はやたらと硬いアイスと他人の受け売り。
黒光セツ子
アビルの実家の近所に住むキャパシティオーバーのブス。アビルにしつこく結婚を迫り、アビルに宇宙に捨てられても自力で生還する。弱点は年齢。

## 書誌情報
- おおひなたごう 『特殊能力アビルEXTRA』 イースト・プレス〈Cue comics〉
  1. 2005年12月発売 ISBN 4-87257-630-6

  - 以前の連載を加えて発行したためEXTRAがついている。
- おおひなたごう 『特殊能力アビル -純-  』エンターブレイン〈ビームコミックス〉
  1. 2011年7月発売 ISBN 978-4-04-727408-2